# Best Of — Volume I (альбом Van Halen)
| Оценки критиков               | Оценки критиков                                                          |
| Источник                      | Оценка                                                                   |
| ----------------------------- | ------------------------------------------------------------------------ |
| AllMusic                      | [Best Of — Volume I (альбом Van Halen) (англ.) на сайте AllMusic link]   |
| Q                             | 3 из 5 звёзд · 3 из 5 звёзд · 3 из 5 звёзд · 3 из 5 звёзд · 3 из 5 звёзд |
| Christgau's Consumer Guide    | [ 1 ]                                                                    |
| The Rolling Stone Album Guide | link                                                                     |

«Best Of — Volume I» (с англ. — «Лучшее — Том I») — первый сборник лучших хитов американской хард-рок-группы Van Halen, выпущенный в 1996 году на лейбле Warner Bros.

## Об альбоме
После выхода альбома «Balance», Эдвард (которому больше не нравился вариант его имени «Эдди») уволил Сэмми Хагара, отношения с которым в группе окончательно испортились. Вслед за этим Эдвард пригласил обратно Дэвида Ли Рота. В альбоме нет ни одной песни из альбома «Diver Down» 1982 года. «Best Of — Volume I» также включает в себя «Humans Being», вклад группы в саундтрек «Смерч», и две недавно записанные песни, «Can’t Get This Stuff No More» и «Me Wise Magic», которые находятся в конце альбома с Дэвидом на вокале. Эти две песни были выпущены как синглы для продвижения этого сборника. Они также являются последними песнями, записанными оригинальным составом Van Halen. Братья Ван Хален больше не будут записываться вместе с Ротом до тех пор, пока не выйдет альбом «A Different Kind of Truth», выпущенный в 2012 году. Энтони не играл в Van Halen со времён Летнего Тура группы в 2004 году.
Первоначальные тиражи альбома содержали альтернативную редакцию "Runnin' with the Devil", где куплеты, припев и соло были расположены в другом порядке, чем в оригинальной версии альбома. Сообщалось, что это было случайно, и последующие публикации заменили эту версию на ту, что была изначально на Van Halen. Однако некоторые радиостанции всё ещё воспроизводят эту ошибочную версию песни.
Сам альбом, хотя и не вызывал споров, вызвал много споров внутри группы из-за кадровых проблем, связанных с группой в то время. Сэмми Хагар, который к этому времени был участником Van Halen в течение одиннадцати лет, столько же времени, сколько и предыдущий ведущий вокалист Дэвид Ли Рот, покинул группу в июне 1996 года из-за ряда неясных обстоятельств. Некоторые источники сообщили, что Хагар был недоволен решением выпустить сборник лучших хитов и вместо этого был более склонен записать совершенно новый альбом с новым материалом. В любом случае, было объявлено, что Хагар покинул группу, и они начали работать с Дэвидом Ли Ротом над новым материалом для включения в диск. Это продолжалось недолго, так как Рот и Эдди Ван Хален публично поссорились, и группа снова осталась без вокалиста, прежде чем нанять Гари Чероуна. Все песни, кроме "Humans Being", "Can't Get This Stuff No More" и "Me Wise Magic", включены в последующий альбом величайших хитов группы The Best of Both Worlds (2004).
Несмотря на вышеупомянутые трения, альбом получил награду журнала Metal Edge за 1996 год "Выбор читателей" в номинации "Лучшие хиты или сборник". Хагар разделяет эту награду с Ротом, поскольку в альбом вошли материалы обоих певцов. Кроме того, песня "Humans Being" (вошедшая как в альбом, так и в саундтрек к фильму Смерч) была признана "Лучшей песней из саундтрека к фильму".

## Список композиций
Релиз на Кассете
Слова и музыка всех песен — Эдди Ван Хален, Алекс Ван Хален, Дэвид Ли Рот и Майкл Энтони, кроме указанных иначе.
| №                   | Название                                                                 | Автор(ы)                                         | Оригинальный Альбом (год)       | Длительность |
| ------------------- | ------------------------------------------------------------------------ | ------------------------------------------------ | ------------------------------- | ------------ |
| 1.                  | «Eruption» (с англ. — «Извержение»)                                      |                                                  | Van Halen (1978)                | 1:42         |
| 2.                  | «Ain’t Talkin’ ’bout Love» (с англ. — «Не Говорю о Любви»)               |                                                  | Van Halen (1978)                | 3:47         |
| 3.                  | «Runnin’ with the Devil» (с англ. — «Бегу с Дьяволом»)                   |                                                  | Van Halen (1978)                | 3:32         |
| 4.                  | «Dance the Night Away» (с англ. — «Танцуй Всю Ночь Напролёт»)            |                                                  | Van Halen II (1979)             | 3:04         |
| 5.                  | «And the Cradle Will Rock...» (с англ. — «И Колыбель Будет Качаться...») |                                                  | Women and Children First (1980) | 3:31         |
| 6.                  | «Unchained» (с англ. — «Освобождённый»)                                  |                                                  | Fair Warning (1981)             | 3:27         |
| 7.                  | «Jump» (с англ. — «Прыгай»)                                              |                                                  | 1984 (1984)                     | 4:04         |
| 8.                  | «Panama» (с англ. — «Панама»)                                            |                                                  | 1984 (1984)                     | 3:31         |
| 9.                  | «Why Can’t This Be Love» (с англ. — «Почему Это Не Может Быть Любовью»)  | Э. Ван Хален, А. Ван Хален, Сэмми Хагар и Энтони | 5150 (1986)                     | 3:45         |
| 10.                 | «Dreams» (с англ. — «Мечты»)                                             | Э. Ван Хален, А. Ван Хален, Хагар и Энтони       | 5150 (1986)                     | 4:54         |
| Общая длительность: | Общая длительность:                                                      | Общая длительность:                              | Общая длительность:             | 35:17        |

| №                   | Название                                                                        | Автор(ы)                                   | Оригинальный Альбом (год)            | Длительность |
| ------------------- | ------------------------------------------------------------------------------- | ------------------------------------------ | ------------------------------------ | ------------ |
| 11.                 | «When It’s Love» (с англ. — «Когда Это Любовь»)                                 | Э. Ван Хален, А. Ван Хален, Хагар и Энтони | OU812 (1988)                         | 5:36         |
| 12.                 | «Poundcake» (с англ. — «Фунтовый Пирог»)                                        | Э. Ван Хален, А. Ван Хален, Хагар и Энтони | For Unlawful Carnal Knowledge (1991) | 5:22         |
| 13.                 | «Right Now» (с англ. — «Прямо Сейчас»)                                          | Э. Ван Хален, А. Ван Хален, Хагар и Энтони | For Unlawful Carnal Knowledge (1991) | 5:21         |
| 14.                 | «Can’t Stop Lovin’ You» (с англ. — «Я Не Могу Перестать Любить Тебя»)           | Э. Ван Хален, А. Ван Хален, Хагар и Энтони | Balance (1995)                       | 4:08         |
| 15.                 | «Humans Being» (с англ. — «Человеческое Существо»)                              | Э. Ван Хален, А. Ван Хален, Хагар и Энтони | Twister Soundtrack (1996)            | 5:14         |
| 16.                 | «Can’t Get This Stuff No More» (с англ. — «Я Больше Не Могу Достать Эту Дрянь») |                                            | Ранее не Издавалась                  | 5:16         |
| 17.                 | «Me Wise Magic» (с англ. — «Я Мудрая Магия»)                                    |                                            | Ранее не Издавалась                  | 6:09         |
| Общая длительность: | Общая длительность:                                                             | Общая длительность:                        | Общая длительность:                  | 37:06        |

## Участники записи
Van Halen
- Алекс Ван Хален — ударные
- Эдди Ван Хален — соло-гитара, клавишные, бэк-вокал
- Майкл Энтони — бас-гитара, бэк-вокал
- Сэмми Хагар — вокал, ритм-гитара (9-15)
- Дэвид Ли Рот — вокал, (1-8, 16 и 17)

Продюсирование
- Тед Темплман — продюсер (1-8, 12 и 13)
- Джонс, Мик — продюсер (9 и 10)
- Van Halen — продюсер (9-13)
- Энди Джонс — продюсер (12 и 13)
- Брюс Фейрбейрн — продюсер (14 и 15)
- Глен Баллард — продюсер (16 и 17)
- Донн Ланди — продюсер (9-11), звукорежиссёр (1-11)
- Эрвин Маспер — звукорежиссёр (15)

## Чарты
| Чарт (1996–2020)                    | Наивысшая позиция |
| ----------------------------------- | ----------------- |
| Австралия (ARIA)                    | 11                |
| Австрия (Ö3 Austria)                | 16                |
| Бельгия/Валлония (Ultratop)         | 194               |
| Canadian Albums (RPM)               | 1                 |
| Нидерланды (Album Top 100)          | 12                |
| Финляндия (Suomen virallinen lista) | 3                 |
| Германия (Offizielle Top 100)       | 7                 |
| Новая Зеландия (RMNZ)               | 2                 |
| Норвегия (VG-lista)                 | 36                |
| Шотландия (Scottish Albums Chart)   | 58                |
| Швеция (Sverigetopplistan)          | 19                |
| Швейцария (Schweizer Hitparade)     | 26                |
| Великобритания (UK Albums Chart)    | 45                |
| США (Billboard 200)                 | 1                 |
| США (Billboard Top Rock Albums)     | 11                |

| Чарт (1996)      | Позиция |
| ---------------- | ------- |
| US Billboard 200 | 119     |

| Чарт (1997)                  | Позиция |
| ---------------------------- | ------- |
| Dutch Albums (Album Top 100) | 47      |
| US Billboard 200             | 58      |

## Сертификации
| Регион | Сертификация  | Продажи    |
| --- | ------------- | ---------- |
| Аргентина (CAPIF) | Золотой       | 30 000^    |
| Австралия (ARIA) | Платиновый    | 70 000^    |
| Бразилия (ABPD) | Золотой       | 100 000*   |
| Канада (Music Canada) | 2× Платиновый | 200 000^   |
| Финляндия (Musiikkituottajat) | Золотой       | 22,015     |
| Германия (BVMI) | Золотой       | 250 000^   |
| Япония (RIAJ) | 2× Платиновый | 400 000^   |
| Новая Зеландия (RMNZ) | Золотой       | 7500^      |
| Великобритания (BPI) | Золотой       | 100 000    |
| США (RIAA) | 3× Платиновый | 3 000 000^ |
| * Данные о продажах приведены только на основе сертификации. · ^ Данные о тиражах приведены только на основе сертификации. · Данные о продажах + прослушиваниях приведены только на основе сертификации. |               |            |